# Ламуаньон де Бланмениль, Гийом де

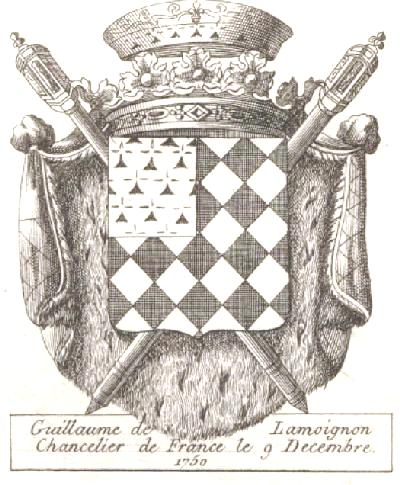
Герб Гийома де Ламуаньон де Бланмениля

Гийом де Ламуаньон де Бланмениль (фр. Guillaume de Lamoignon de Blancmesnil; 1683, Париж — 1772, Малезерб (Луара)) — французский политический и судебный деятель; канцлер Франции (глава судебного ведомства) с 9 декабря 1750 по 14 сентября 1768 года.

## Биография
Второй сын Ламуаньон, Кретьен-Франсуа де (фр.), президента-а-мортье (фр.) Парижского парламента, и Марии-Жанны Вуазен (фр. Marie-Jeanne Voisin).
С 1707 года — генеральный адвокат Парижского парламента, позже возглавлял Суд апелляционной инстанции. С 1746 по 1749 годы — президент старого Парижского суда.
С 9 декабря 1750 по 14 сентября 1768 года — канцлер Франции (глава судебного ведомства).
Был отличным юристом, любил литературу и историю. Обладал безупречными моральными качествами (что было довольно редко в парижских Парламентах), противник янсенизма.
Когда король перестал терпеть слабоволие своего канцлера и, отчасти, из-за проблем в отношениях с маркизой де Помпадур, он потребовал отставки де Ламуаньона, а когда тот отказался, в октябре 1763 года, король сослал его в родовой замок в Малезербе (фр.).
Его сыном был Кретьен Гийом де Ламуаньон де Мальзерб, государственный деятель, один из адвокатов на суде над Людовиком XVI.